# Parafia Narodzenia Najświętszej Maryi Panny w Bezmiechowej Górnej
Parafia Narodzenia Najświętszej Maryi Panny w Bezmiechowej Górnej − parafia rzymskokatolicka, znajdująca się w archidiecezji przemyskiej, w dekanacie Lesko.

## Historia
W 1968 roku w Bezmiechowej Górnej, dekretem bpa Ignacego Tokarczuka została erygowana parafia, z wydzielonego terytorium parafii Lesko. Na kościół parafialny zaadaptowano dawną cerkiew.
W 2013 roku podjęto decyzję o budowie nowego kościoła, a 2 lipca 2014 roku poświęcono plac pod budowę. W 2015 roku rozpoczęto budowę kościoła. W 2018 roku abp Adam Szal wmurował kamień węgielny. 30 października 2022 roku abp Adam Szal poświęcił nowy kościół.
Parafia liczy 1 145 wiernych (w tym: Bezmiechowa Górna – 211, Bezmiechowa Dolna – 397, Manasterzec – 339, Łukawica – 198).
Proboszczowie parafii:
1968–1991. ks. Tadeusz Sabik.
1991–2011. ks. Stanisław Janiec.
2014– nadal ks. Roman Łobaza.

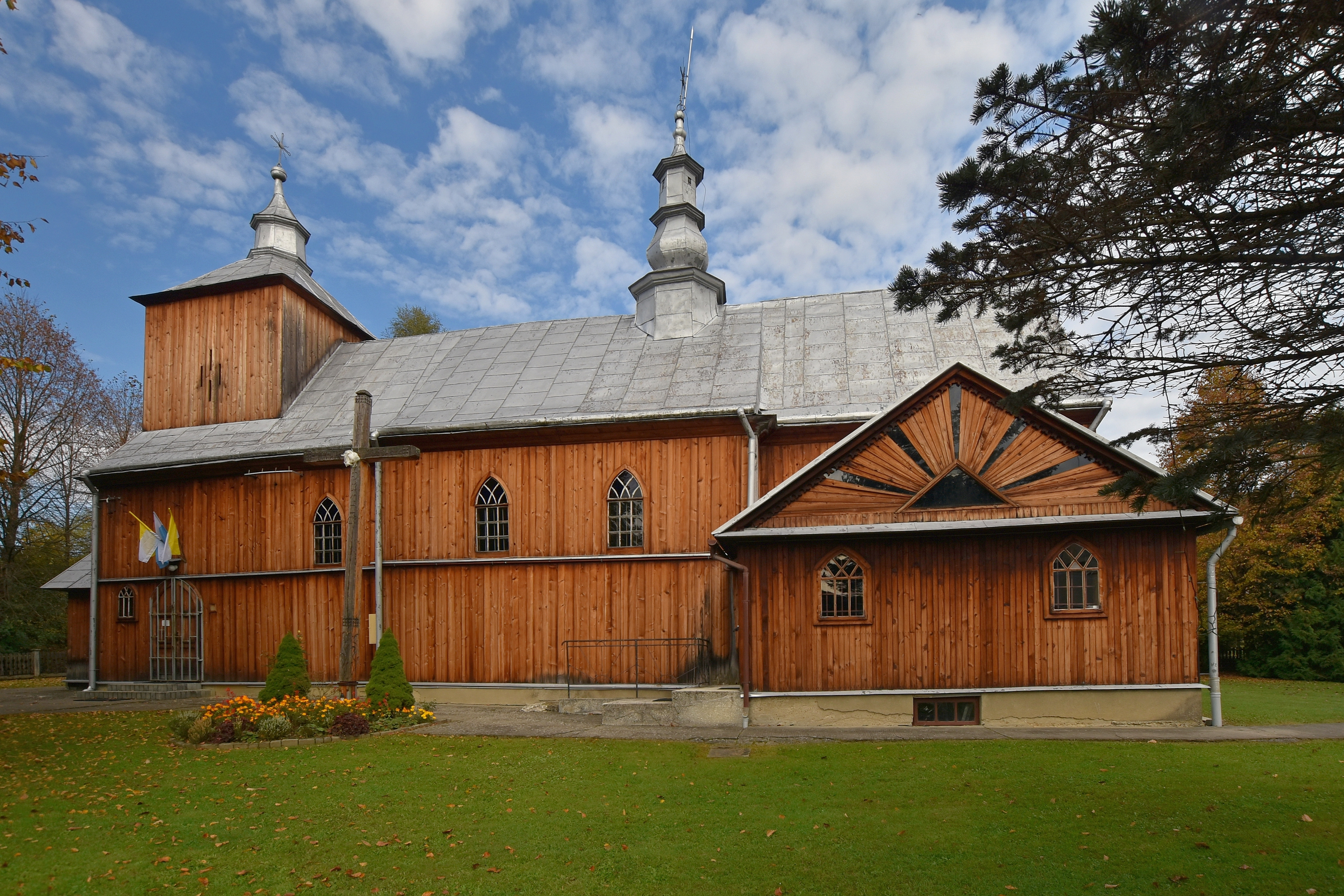
Stary kościół parafialny Narodzenia Najświętszej Maryi Panny w Bezmiechowej Górnej
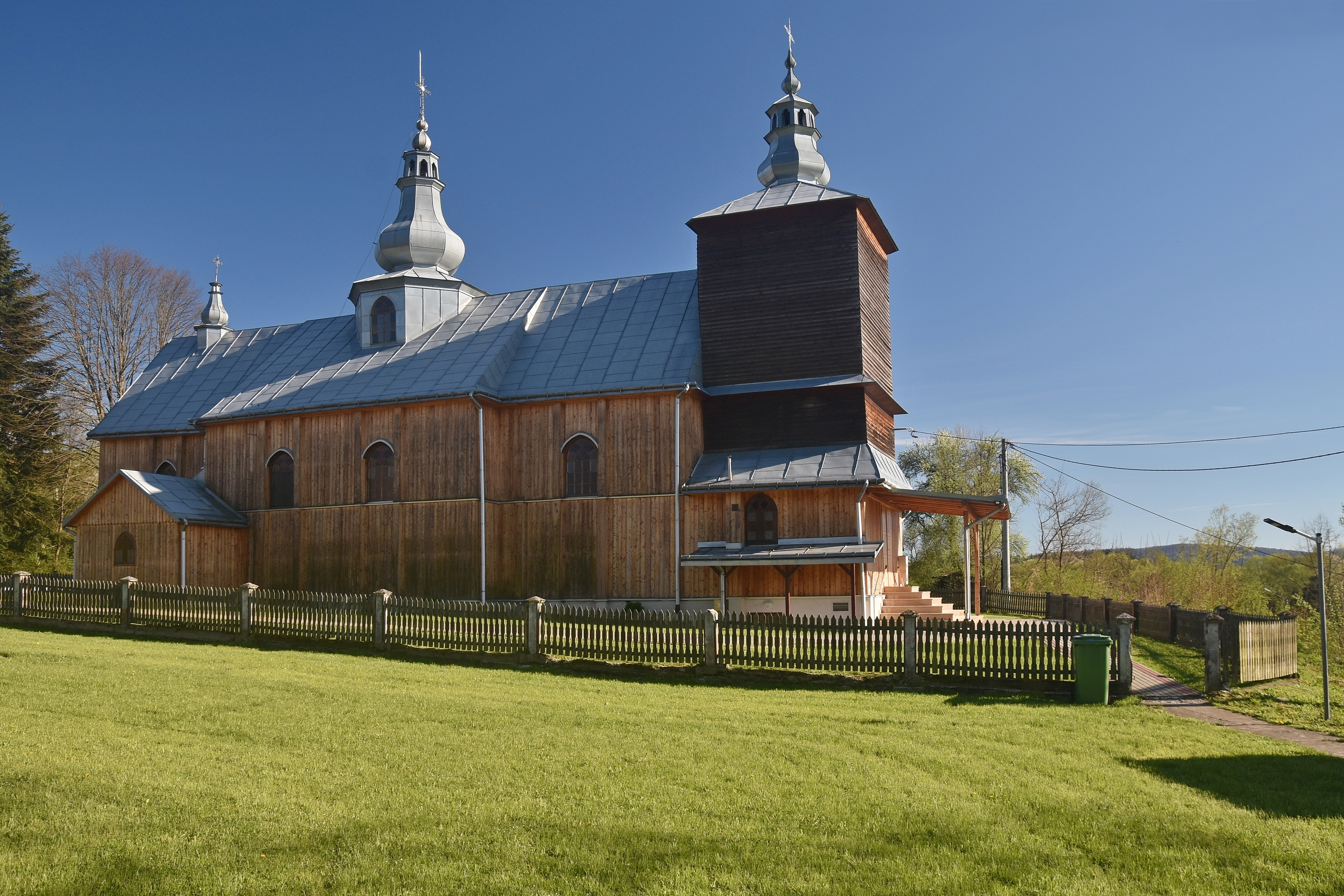
Kościół filialny Przemienienia Pańskiego w Manastercu